# 亨利·哈德遜
亨利·哈德遜（1565年—1611年6月23日），是一位英國探險家與航海家，以搜尋西北航道而聞名。哈德遜前半生只是一名普通船員，直至1607年受聘於英國的莫斯科公司探索西北航道，他兩次遠行亦未能為英國帶來任何實質的經濟利益，結果被莫斯科公司解職。後來他又受聘於荷蘭東印度公司，最終第三次遠行亦無功而還，回國後更被英國拘押。後來，他再次受聘於莫斯科公司及東印度公司，雖然這次探索仍未能打通西北航道，但成功探勘了加拿大的部分的地方，哈德遜灣、哈德遜郡、哈得遜海峽及哈得遜河即是以亨利·哈德遜來命名的。不過，在這次航行中，亨利遭到船員的叛變，最後被流放在北美海域，從此下落不明。

## 生涯

### 早期
目前對亨利·哈德遜的出生日期及早期的生活大多仍未明朗。有一些消息來源指出哈德遜是在1565年左右出生的，而其他人則認為是在1570年左右。其他歷史學家的斷言則更無法確定，比如曼考爾說「哈德遜可能是出生在1560年代」，而彭寧頓（Pennington）則沒有給出具體的時間。歷史學家認為哈德遜曾在海上工作一段時間，一開始是船艙男侍，後來逐步成為船長。

### 1607年至1608年
英格蘭王國莫斯科公司（Muscovy Company）在1607年僱用哈德遜尋找偏北航線來抵達亞洲太平洋沿岸 。因為當時認為，由於夏季時太陽有3個月的時間照射在高緯度地區，冰山將會融化，所以船舶可以通過極區來抵達香料群島。當時英國人與荷蘭人正在爭奪東北航道的路線。
哈德遜與10名男船員及一名男童在5月1日駕駛80噸的Hopewell號出航。他們在6月13日到達格陵蘭東岸，直到22日才啟航。他們在27日觀察到〖新大陸〗（斯匹次卑爾根島） ，哈得遜和他的船員在7月13日認為他們已經航行至北緯80°23'的位置，但是實際上他們更可能只達到北緯79°23'。他們在隔天進入哈德遜稱為鯨灣（Krossfjorden及孔斯峽灣）的地區，並將其西北端以甲板長（威廉·科林斯）的名字命名為柯林斯角。他們在接下來的兩天內繼續向北前進，並在16日到達哈克里特岬角北部（北緯79°49'），但是他們誤以為看到了北緯82°的土地（斯瓦巴群島最北端是北緯80°49'），所以當時他們其實是向東前進。因為北部海岸遭到流冰所包圍，所以他們被迫返回南方。探險隊在9月15日返回泰晤士河岸的蒂爾伯里（Tilbury）。
許多作家錯誤的紀錄說，哈德遜在這次航行中在斯匹次卑爾根海域發現大批鯨魚，導致數個國家派出的捕鯨船到斯匹次卑爾根。雖然他的確在航行中看到許多鯨魚，但是他的報告並沒有導致捕鯨商業貿易出現，而是後來喬納斯·普爾（Jonas Poole ）在1610年的探險才導致英國建立捕鯨基地，尼古拉斯·伍德科克（Nicholas Woodcock）及Willem Cornelisz. van Muyden在1612年的探險則促成荷蘭、法國和西班牙發展商業捕鯨。
莫斯科公司在1608年又派哈德遜尋找抵達印度的其他路線，這一次則是經由靠近挪威北部的路線而不通過北方航線。他們在4月離開倫敦，船隻在7月抵達新地島，但因為海冰無法摧毀，所以哈德遜只好返航，並在8月下旬返抵英國。

### 揚馬延島的發現爭議
根據商人托馬斯·埃哲的紀錄:哈德遜在1608年於北緯71°的地方發現一個島嶼，並命名為哈德遜之觸（Hudson's Touches）。然而，他只有可能在1607年曾經經過它的附近（如果他曾作出不合邏輯的繞道），而且哈德遜在他的日記中沒有提及這件事。也沒有任何地圖證明這次發現。喬納斯·普爾與羅伯特·福瑟比分別在1611年和1615年在格陵蘭東岸進行探險，而且兩個人都擁有哈德遜的日記，但也沒有任何關於揚馬延島的資訊。羅伯特·福瑟比實際上也發現揚馬延島，認為它是一個新發現，並命名為托馬斯·史密斯爵士島。

### 1609年航行

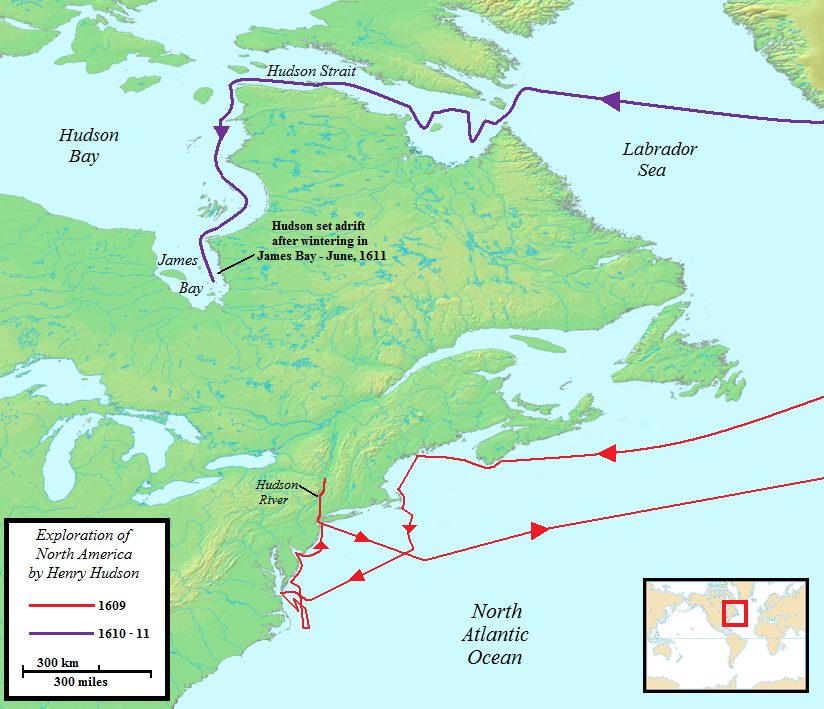
哈德遜在北美洲的航海路線

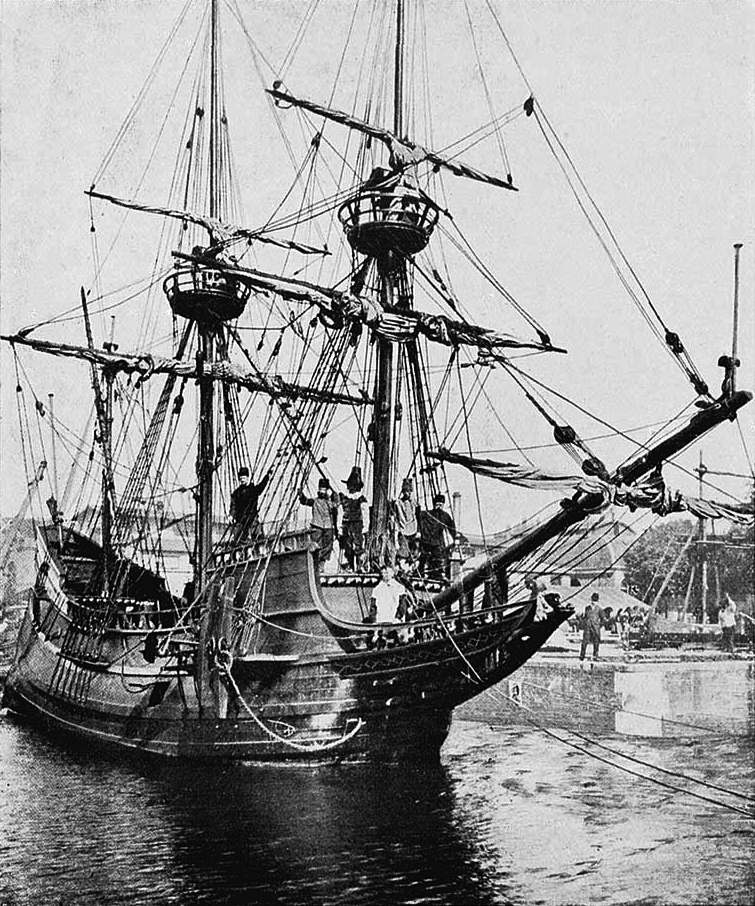
哈德遜駕駛半月號抵達哈得遜河附近

荷蘭東印度公司在1609年選擇僱用哈德遜來尋找東方航道前往亞洲。他被要求穿越俄羅斯北部的北冰洋，進入太平洋，並到達遠東。哈得遜在4月4日離開阿姆斯特丹，駕駛荷蘭指揮船半月號。他無法完成指定的路線，因為海冰阻擋前進的路線，於是他在5月中旬把船舶停靠在挪威北角東邊。在他的指示下，船舶往西前進，試圖從這一個方向找到航道來前進。
亨利·哈德遜與船員在聽到詹姆斯頓殖民地的探險家約翰·史密斯（John Smith）與法國探險家山姆·德·尚普蘭發現前往太平洋的航道後，也試圖經由北美洲北部來發現西方航道。
他們在隔年7月到達紐芬蘭南部的紐芬蘭大淺灘，然後在7月中旬在現在的新斯科細亞LaHave附近登陸。他們在這裡遇到印地安人，他們會與法國人貿易，而且願意交易海狸的毛皮，但哈德遜顯然沒有與他們發生交易。他們的船舶在這裡停留大約10天，並藉此更換破碎的桅杆及捕魚。船上的十幾個人在7月25日使用火槍和小炮，上岸襲擊船舶附近的村落。他們押走一些印地安人，也搶奪印地安人的船和其他財產（可能是皮毛與貿易品） 。
哈德遜在8月4日抵達鱈魚角，並向南航行來到切薩皮克灣的入口。但是哈德遜並未進入切薩皮克灣，而是沿著海岸向南發現德拉瓦灣（Delaware Bay）。他在9月3日到達一條河的河口，這裡最初被稱為北河或Mauritius。他不是第一個發現這個河口的人，因為喬瓦尼·達韋拉扎諾已經在1524年發現這個地方。探險隊的船員約翰‧考曼（John Colman）1609年9月6日因為與印地安人發生衝突，所以被箭射中脖子而死。而哈德遜在1609年9月11日抵達上紐約灣。哈德遜在第二天開始在目前的哈得遜河附近探險。探險隊在接下來的10天中停靠在河岸邊，並抵達現今紐約州奧本尼的所在地。
他在9月23日決定返回歐洲。他在11月7日到達英國達特茅斯，但卻被當局扣留在那裡，因為英國政府希望獲得他的航海日誌。後來他設法通過荷蘭駐英國大使將他的報告寄回阿姆斯特丹。

### 1610年至1611年
哈德遜在1610年成功地獲得英國的支持，展開另一段旅程。這筆資金是來自於維吉尼亞公司與不列顛東印度公司。這次哈德遜駕駛他的新船發現號，在5月11日到達冰島 ，隨後在6月4日抵達格陵蘭南部，然後繞過格陵蘭的南部。
哈德遜因為發現通過大陸的西北通道感到相當興奮。探險隊在6月25日抵達拉布拉多北端的哈得遜海峽，然後在8月2日通過海峽南部，進入哈德遜灣。哈得遜花費幾個月時間探索其東部海岸並繪製地圖。但是哈德遜和他的船員並沒有找到通往亞洲的航道。然而探險隊在11月被浮冰困在詹姆斯灣（James Bay）中，船員被迫上岸渡過冬天。

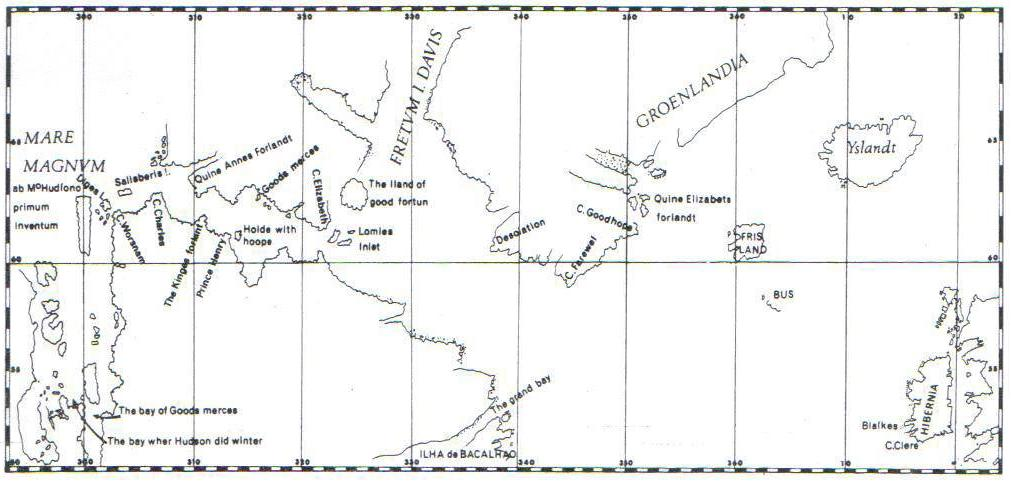
哈德遜第4次航行的地圖

### 遭叛變

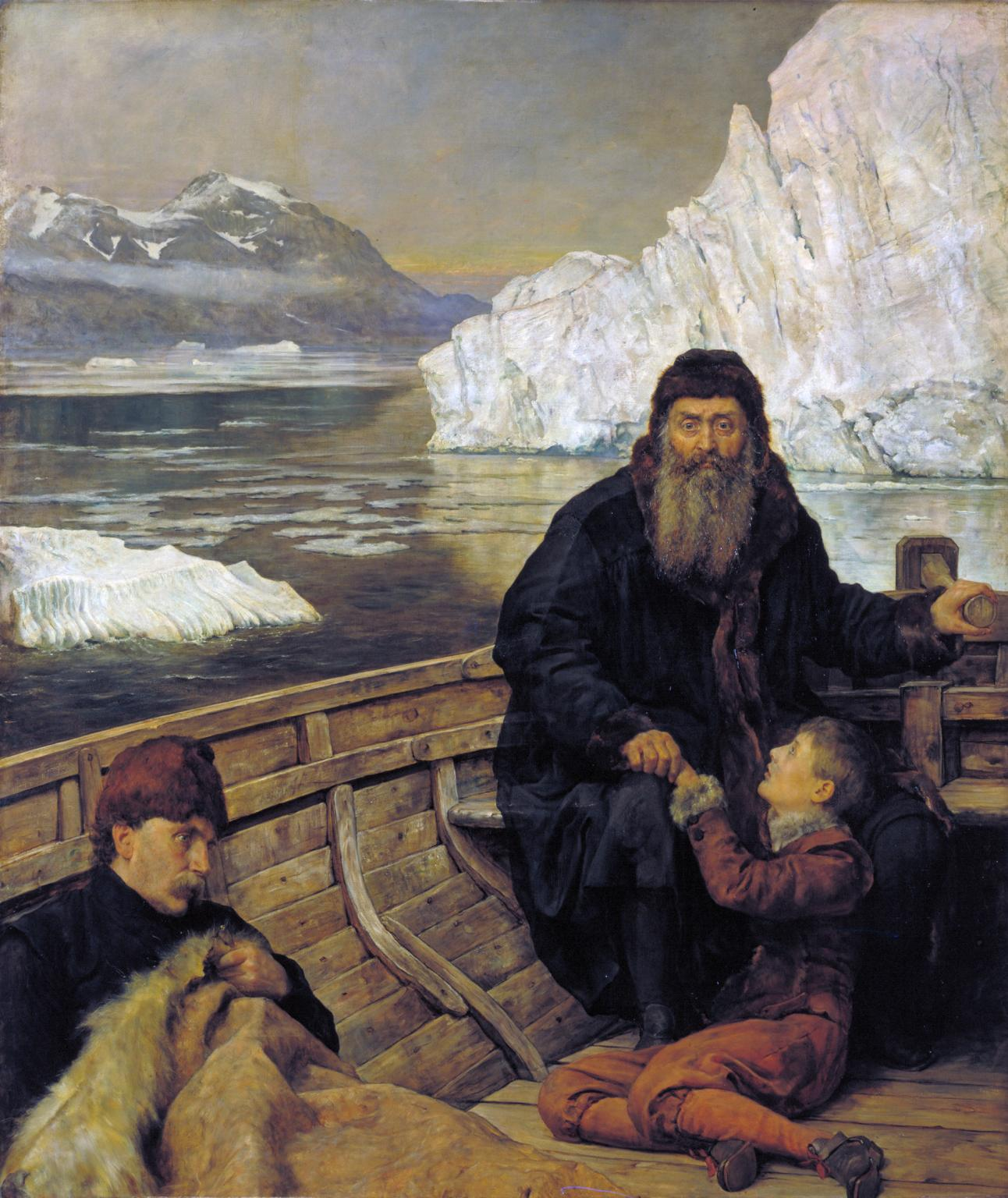
約翰·柯理爾（John Collier）描繪哈德遜遭到叛變的情景

浮冰在1611年春季逐漸消散，哈德遜計劃繼續探索該地區，但是他的船員卻想要返回家鄉。船員在1611年6月發動叛變，而且是由哈德遜的好友羅伯特·朱埃和亨利·格林所發起。他們將哈德遜、他十幾歲的兒子約翰和生病體弱的七名船員放逐在一艘敞篷小船上，以有效控制他們。根據普里克特的日記記錄，叛變船員提供了衣物、火藥與砲彈、一些長矛、一個鐵鍋、一些食物和其它雜物。然而普里克特知道他和其他叛亂分子將會因此在英國受審。雖然小船有一段時間可以跟上發現號，但是最終發現號還是甩開小船。從此沒有人再見過哈德遜，他的最終命運也無法得知。不過根據推測，哈德遜最後被他的船員所殺死。
在13位叛變船員中只有8位順利返回歐洲，雖然他們遭到逮捕，但是沒有人因為叛變及殺死哈德遜而受到處罰。有一種理論認為，因為他們到過新世界，所以被視為寶貴的資料來源。也許由於這個原因，雖然他們被指控蓄意謀殺，但是仍被無罪釋放。

## 外部連結
- Biography at the Dictionary of Canadian Biography Online（页面存档备份，存于）
- Henry Hudson - A Brief Statement Of His Aims And His Achievements （页面存档备份，存于） 古騰堡計劃中的相關資料，作者為美國歷史學家托馬斯·阿利伯恩·詹維爾（Thomas Allibone Janvier）
- Hudson and the river named for him（页面存档备份，存于）
- Henry Hudson biography page （页面存档备份，存于）
- Henry Hudson at US-History.com（页面存档备份，存于）
- 在Find a Grave上的亨利·哈德遜
- A Map and Timeline[永久] 哈德遜在1609年的探險之旅
- Website  （页面存档备份，存于） 歷史上曾經扮演哈德遜的演員
- Amsterdam/New Amsterdam: The Worlds of Henry Hudson 紐約市立博物館慶祝哈德遜抵達紐約港400週年
- Watch The Last Voyage of Henry Hudson at the National Film Board of Canada website （页面存档备份，存于）
- A Journal of Mr. Hudson's last Voyage for the Discovery of a North-west Passage ; Abacuck Pricket ; Navigantium atque Itinerantium Bibliotheca ; OCLC 17312467
- Excerpt from A Larger Discourse of the Same Voyage,  by Abacuk Pricket, 1625 （页面存档备份，存于）